# Dionizy Tustanowski
Dionizy Józef Tustanowski (ur. 23 maja 1889 w Zaleszczykach, zm. 1941 w ZSRR) – major piechoty Wojska Polskiego

## Życiorys
Dionizy Tustanowski urodził się 23 maja 1889 w Zaleszczykach, w rodzinie Piotra i Teodory z Kumanowskich. Był bratem Jana, Zofii, Joanny i Emanuela.
W czasie I wojny światowej walczył w szeregach cesarskiej i królewskiej Armii. Na stopień porucznika rezerwy został awansowany ze starszeństwem z 1 listopada 1916 w korpusie oficerów piechoty. Jego oddziałem mcierzystym był c. i k. Pułk Piechoty Nr 58.
Po zakończeniu I wojny światowej został przyjęty do Wojska Polskiego. Uczestniczył w wojnie polsko-bolszewickiej. 19 sierpnia 1920 został zatwierdzony z dniem 1 kwietnia 1920 w stopniu kapitana, w piechocie, w grupie oficerów byłej armii austro-węgierskiej. Pełnił wówczas służbę w Baonie Zapasowym 48 Pułku Piechoty w Stanisławowie. 1 czerwca 1921 nadal pełnił służbę w 48 pp. 3 maja 1922 został zweryfikowany w stopniu kapitana ze starszeństwem od 1 czerwca 1919 i 253. lokatą w korpusie oficerów piechoty. Później został przeniesiony do 74 Pułku Piechoty w Lublińcu, w którym w 1923 pełnił funkcję p.o. komendanta kadry batalionu zapasowego, a od początku 1924 sprawował stanowisko kwatermistrza. Na stopień majora piechoty awansowany ze starszeństwem z dniem 15 sierpnia 1924. W 1925 został przesunięty na stanowisko dowódcy II batalionu. W 1928 był dowódcą I batalionu w 49 Pułku Piechoty w Kołomyi. W marcu 1929 został przeniesiony do Powiatowej Komendy Uzupełnień Łask na stanowisko pełniącego obowiązki kierownika referatu I. W lipcu tego roku został zwolniony ze stanowiska i oddany do dyspozycji dowódcy Okręgu Korpusu Nr IV, a z dniem 31 października 1929 przeniesiony w stan spoczynku.
W 1934, jako oficer stanu spoczynku pozostawał w ewidencji Powiatowej Komendy Uzupełnień Czortków. Posiadał przydział do Oficerskiej Kadry Okręgowej nr VI. Był wówczas przewidziany do użycia w czasie wojny. 
Przed 1939 pochodził z Zaleszczyk. Był żonaty z Gertrudą z domu Kigele (1893-1977), z którą miał córkę Krystynę (1915-1999).
Podczas II wojny światowej zaginął, według jednej relacji zmarł w lipcu 1941 na obszarze ZSRR w miejscowości Sucha-Bezwodna (Jucho-Bezwodnoje) w obwodzie gorkowskim. Według innej wersji poniósł śmierć w więzieniu w Starobielsku w 1941. Postanowieniem Sądu Grodzkiego w Lublińcu z 1948 został uznany za zmarłego z dniem 9 maja 1947.

## Odznaczenie
- Krzyż Walecznych (przed 1923)[9]
- Brązowy Medal Zasługi Wojskowej z mieczami na wstążce Krzyża Zasługi Wojskowej[5]